# Хейняоя
Хе́йняо́я — река в России, протекает по территории Суоярвского района Карелии. Впадает с западной стороны в озеро Унусозеро) (на реке Ирста).

## Общие сведения
Длина ручья — 16 км, площадь бассейна — 34,8 км². Берёт начало из озера Нехпоинлампи в двух километрах от посёлка Лахколампи. Протекает преимущественно по заболоченной местности. В среднем течении ручей пересекает лесовозная дорога.

## Данные водного реестра
По данным государственного водного реестра России относится к Балтийскому бассейновому округу, водохозяйственный участок реки — Шуя, речной подбассейн реки — Свирь (включая реки бассейна Онежского озера). Относится к речному бассейну реки Нева (включая бассейны рек Онежского и Ладожского озера).
Код водного объекта в государственном водном реестре — 01040100112202000014315.